# Kobiałka (Niedźwiedzice)
Kobiałka – kolonia wsi Niedźwiedzice w Polsce, położona w województwie dolnośląskim, w powiecie legnickim, w gminie Chojnów, na wschód od Chojnowa i północ od Niedźwiedzic.
W latach 1975–1998 kolonia należała administracyjnie do województwa legnickiego.